# تشارلي هال (كاتب أغاني)
تشارلي هال (بالإنجليزية: Charlie Hall)‏ هو كاتب أغاني أمريكي، ولد في 30 مايو 1973 في فورت كامبل في الولايات المتحدة.

## وصلات خارجية
- تشارلي هال على موقع ميوزك برينز (الإنجليزية)
- تشارلي هال على موقع أول ميوزيك (الإنجليزية)
- تشارلي هال على موقع ديسكوغز (الإنجليزية)